# Vlag van Valle del Cauca

Vlag van Valle del Cauca

De vlag van Valle del Cauca werd op 6 juni 1811 door de geconfedereerde steden Anserma, Buga, Cali, Caloto, Cartago, Iscuandé, Popayán en Toro aangenomen als gezamenlijke vlag. Het departement Valle del Cauca nam de vlag, die een witte en blauwe horizontale band in een zilveren kader toont, op 31 december 1960 officieel aan.
De kleuren hebben elk een eigen symbolische betekenis: het blauw staat voor eerlijkheid, oprechtheid en loyaliteit, het wit symboliseert vrede, schoonheid en zuiverheid en het zilver staat voor integriteit en onschuldigheid.
De vlag is bedacht door José María Cabal, een generaal van de troepen van de hierboven genoemde steden die in het begin van de 19e eeuw tegen Spanje voor de Colombiaanse onafhankelijkheid vochten. Hij zou in een droom een visioen hebben gehad waarin Maria een blauwe-witte mantel droeg. Hij liet zijn troepen deze kleuren gebruiken en de steden in de Caucavallei namen de kleuren over.
Het ontwerp van de vlag staat in het departement bloot aan kritiek, omdat de kleuren te vaag zouden zijn. Veel organisaties gebruiken daarom de kleur rood.